# Jerzy Obracaj
Jerzy Obracaj (ur. 16 kwietnia 1866 w Rychułdzie, zm. 4 stycznia 1949 r. w Cieszynie) – polski nauczyciel i działacz społeczny. 

## Życiorys
Był synem rolnika Jana i Marii z Kubików. Po ukończeniu w 1866 roku niemieckiego Seminarium Nauczycielskiego w Cieszynie rozpoczął pracę w Szkole Ludowej w Ropicy. W 1903 roku został kierownikiem szkoły w Dzięgielowie. Działał na rzecz społeczności Dzięgielowa. Oprócz codziennej pracy dydaktycznej prowadził Kasę Pożyczkową, pisał mieszkańcom podania i odwołania do władz w Brnie i Wiedniu, a także działał w Drużynach Sokolich. Od 1906 roku był członkiem Polskiego Stronnictwa Narodowego w Cieszynie. W tym samym roku wziął udział w zjeździe tego stronnictwa. W roku 1919 uczestniczył w Akcji Plebiscytowej. Do swojego kalendarza wpisywał wydarzenia z każdego dnia, tworząc w ten sposób dziennik. Po przejściu na emeryturę w 1929 roku, korespondował i wysyłał raporty do Państwowego Instytutu Meteorologii.
Był zięciem Adama Macury.
Pochowany został w Dzięgielowie.
Z okazji uroczystości siedemsetlecia Dzięgielowa, obchodzonej w 2005 roku, rodzina ufundowała pamiątkową tablicę, która została wmurowana w budynek nowej Szkoły Podstawowej w Dzięgielowie.